# 塞缪尔·柯尔特
塞缪尔·柯尔特（英語：Samuel Colt，1814年7月19日—1862年1月10日）是一名美国发明家和实业家，他是美国柯特製造公司的创始人，他的发明使左轮手枪更加实用并得到普及。
柯尔特最初创办的两家企业分别是一家在帕特森制造枪支的工厂和一家采矿公司，但都不成功。直到1847年美墨战争期间，德州骑警司向他预订了一千只左轮手枪的订单，他的生意才极速扩张。南北战争打响后，他名下公司生产的枪支被广泛地用于西部战线。到1862年柯尔特去世，他已经是美国最显赫的富豪之一。
柯尔特公司的制造工艺相当复杂。他对于可替换零件的设计与使用提高了公司的装配流水线的工作效率。

## 构想及尝试
柯尔特1814年7月19日出生于美国康涅狄格州哈特福德，其父亲是一位纺织厂厂主。幼年时他在父亲的工厂学习、打工，从小就表现出了对机械的浓厚兴趣。15岁那年，柯尔特参加了军队。据说在一次印度附近的海上航行时，他受轮船绞盘启发，构想出了转动弹仓更替弹药的枪械。并在船上就用小刀和木头刻出了一具模型。1831年，柯尔特回到波士顿，利用他父亲的资金制作了两个金属转轮枪，但两个模型都没有效果。为了筹集资金，他以柯尔特医生的名义在美国和加拿大游走，通过向人们展览笑气的功效谋生。期间，他雇佣了来自巴尔的摩的约翰·皮尔森来为他制作新的模型。1835年，柯尔特利用从父亲那借来的钱，将他的转轮枪在英国和法国申请了专利，第二年又在美国申请了专利，在同一年，他从亲戚和一些纽约市民募取了20万美元的投资，在新泽西州的帕特森建立了专利武器制造（Patent Arms Manufacturing）厂，公司的产品包括3种不同尺寸的手枪和两种不同原理的步枪。柯尔特曾经向华府的官员们展示过他的枪支，但是官方以太过复杂为由拒绝了他的产品。1837年，威廉·塞缪尔·哈尼曾购买过100支柯尔特的枪并给出良好评价。然而由于订单数太少，这家工厂在1842年就倒闭了。

## 复兴
此后，柯尔特又尝试过制造遥控水雷和开发水下电报电缆。1845年，装备了柯尔特转轮手枪的的德克萨斯骑警在与装备单发步枪的印第安人交战后，对于这种连发武器印象极为深刻。1846年柯尔特与美国陆军上尉沃克（Walker）合作，设计出了同名的6发沃克转轮手枪。随后，美国政府就为美墨战争而向柯尔特下了1000把这种手枪的订单。然而此时的柯尔特其实并没有工厂可以生产这批武器，于是他求助于康涅狄格州兵工厂厂主艾里·惠特尼。在这家工厂内，柯尔特和他的伙伴们花了6个月的时间完成了这批订单。1851年，柯尔特将工厂开设到了英格兰。1855年则在他的家乡哈特福德建立了当时世界上最大的兵工厂，1856年时工厂的日产量为150把。南北战争中，他的工厂已经拥有近1000雇员。战争初期，他还为南方生产武器，随着战争的发展则转为全力为北方供货。战争中他为交战双方生产了约30万把手枪和10万把步枪。柯尔特还非常喜欢制造镶嵌金银的工艺手枪，这类手枪常被作为贵重礼品赠送给国家领导人。1862年1月10日，柯尔特死于哈特福德。他的妻子伊丽莎白·柯尔特在他死后接管了兵工厂的生意。

## 评价
因为他的手枪生意，塞缪尔·柯尔特成为了一个富有的人。同时，转轮手枪的流行也给他带来了声望。当时流行的关于柯尔特的评价有“亚伯拉罕·林肯解放了所有人，但柯尔特使他们平等”“上帝创造了人，塞缪尔·柯尔特使他们平等”“上帝使所有人不同，柯尔特使他们平等”等等。时至今日，在许多美国人眼里，柯尔特这个词就等同于军火。